# Prosopocoilus dissimilis elegans
Prosopocoilus dissimilis elegans es una subespecie de coleóptero de la familia Lucanidae.

## Distribución geográfica
Habita en Tokara (Japón).